# Koniuchy (rejon lachowicki)
Koniuchy (biał. Канюхі, Kaniuchi; ros. Конюхи, Koniuchi) – wieś na Białorusi, w obwodzie brzeskim, w rejonie lachowickim, w sielsowiecie Żerebkowicze, u źródeł Naczy i przy drodze republikańskiej R103.

## Historia
W dwudziestoleciu międzywojennym leżały w Polsce, w województwie nowogródzkim, w powiecie baranowickim, w gminie Lachowicze. W 1921 miejscowość liczyła 391 mieszkańców, zamieszkałych w 74 budynkach, w tym 376 Białorusinów i 15 Polaków. 373 mieszkańców było wyznania prawosławnego i 18 rzymskokatolickiego.
Po II wojnie światowej w granicach Związku Sowieckiego. Od 1991 w niepodległej Białorusi.